# Hôtel de ville de Munster
L'hôtel de ville de Munster est un monument historique situé à Munster, dans le département français du Haut-Rhin.

## Localisation
Ce bâtiment est situé au 1, place du Marché à Munster.

## Historique
L'édifice fait l'objet d'un classement au titre des monuments historiques depuis 1928.

## Architecture

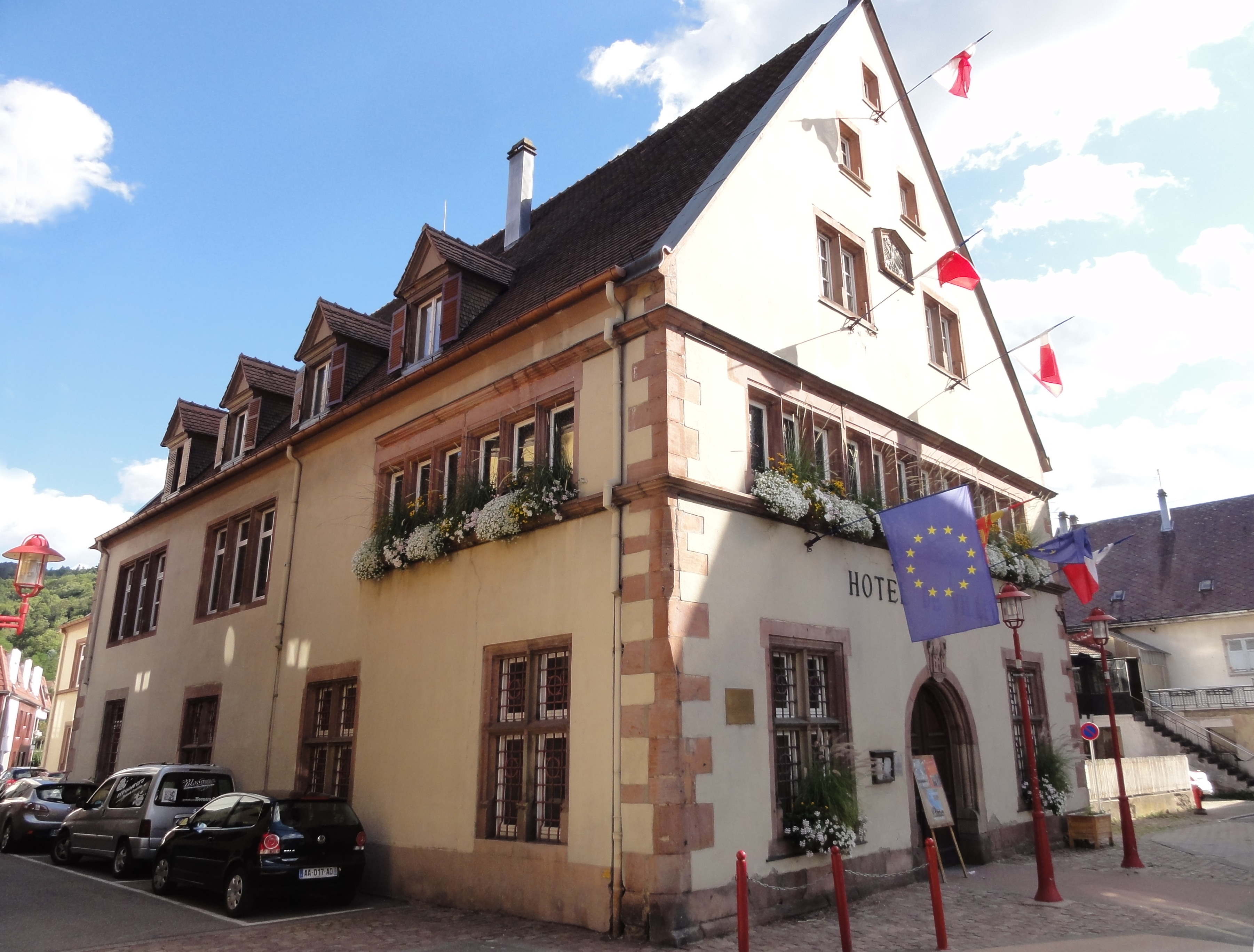
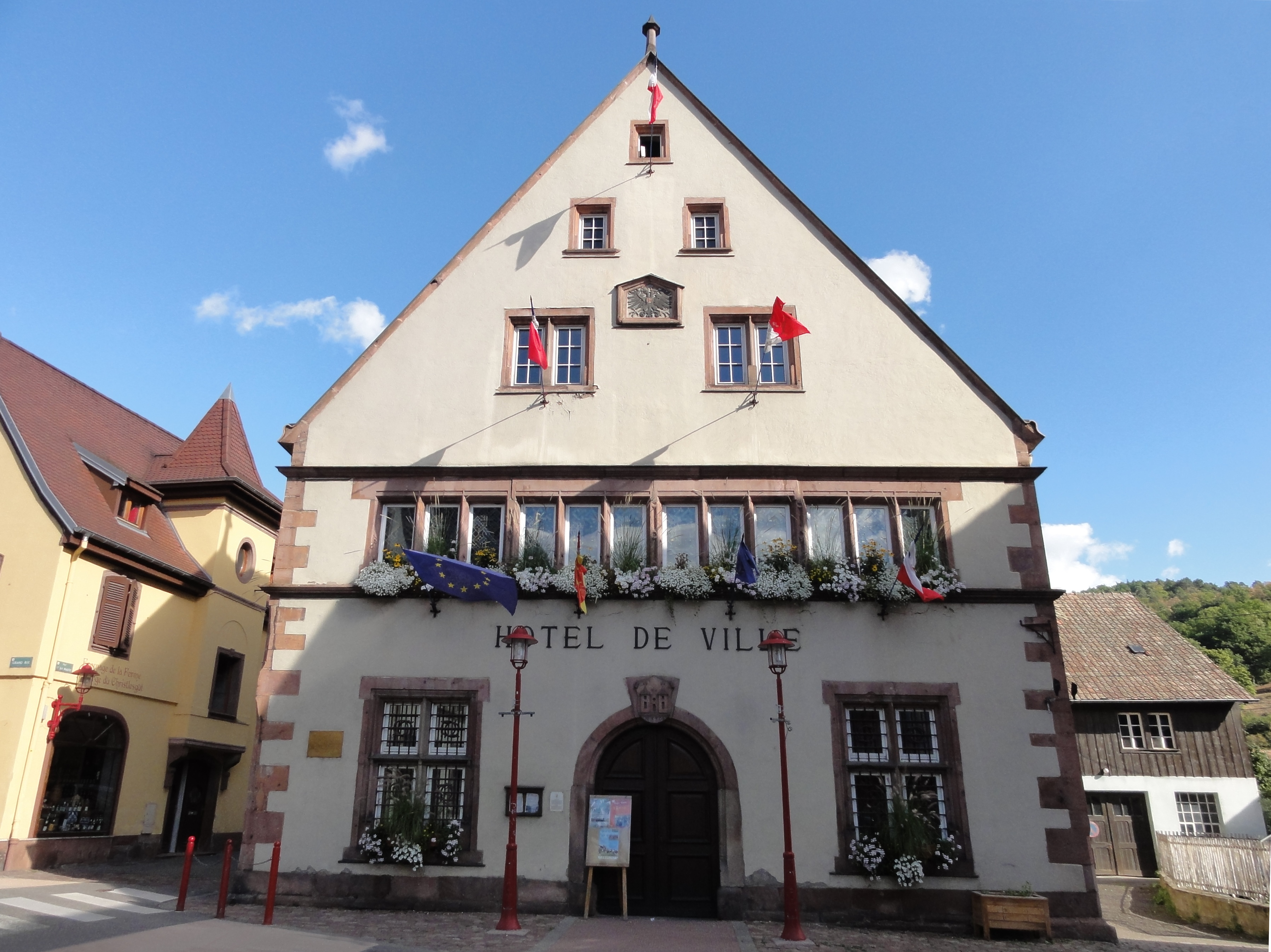
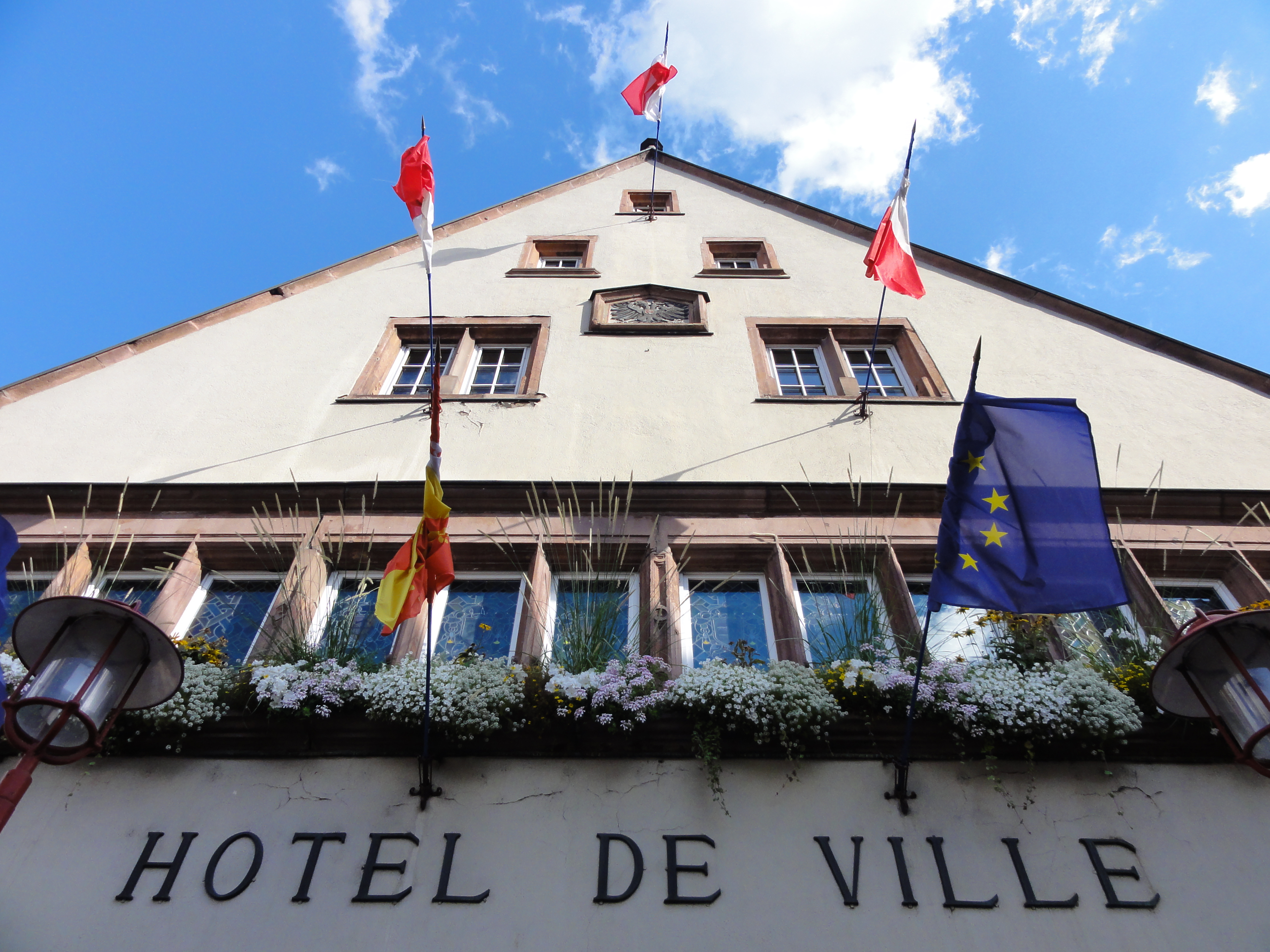
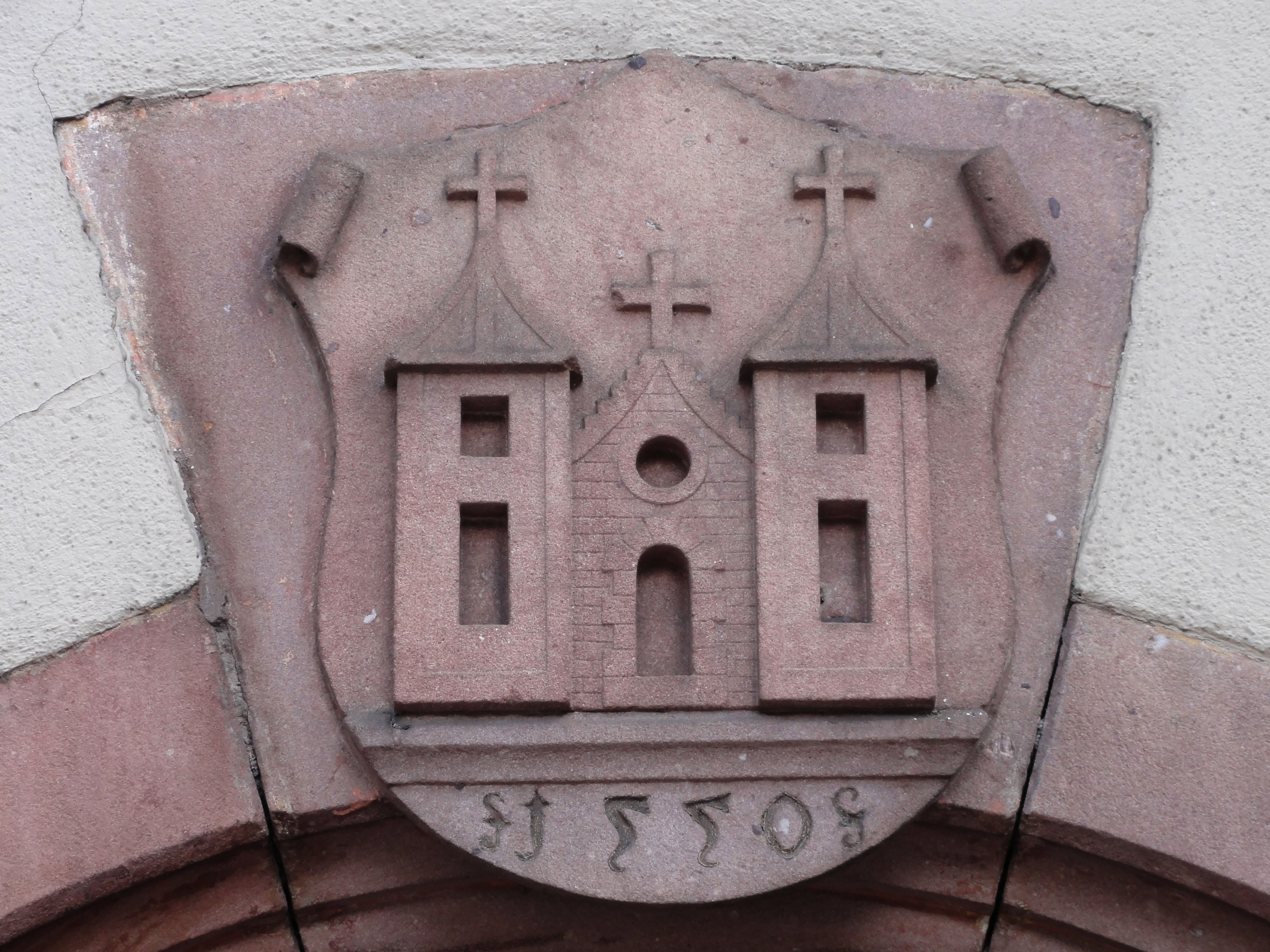
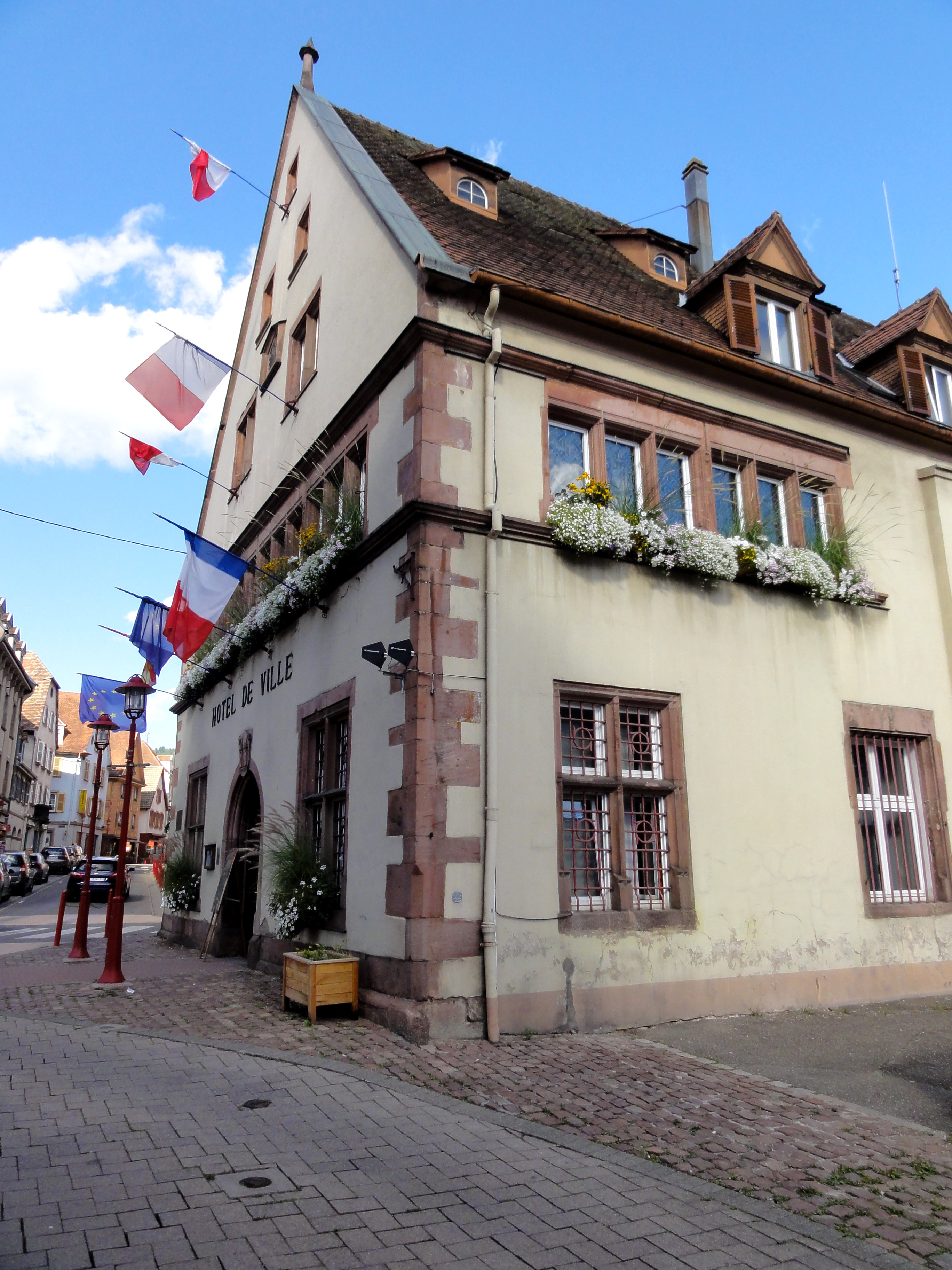